# Skomlja
Skomlja (bulgariska: Скомля) är ett vattendrag i Bulgarien.   Det ligger i regionen Vidin, i den nordvästra delen av landet, 120 km norr om huvudstaden Sofia.
Omgivningarna runt Skomlja är en mosaik av jordbruksmark och naturlig växtlighet. Runt Skomlja är det ganska glesbefolkat, med 29 invånare per kvadratkilometer.